# Oberon (satélite)
Oberon (também designado Urano IV) é um dos cinco grandes satélites de Urano, com um diâmetro de 1 520 quilômetros. É o segundo maior e o segundo mais massivo dos satélites do planeta, e o nono mais massivo do Sistema Solar. Foi descoberto junto com Titânia em 1787, por William Herschel, e recebeu o nome do rei das fadas que apareceu como um personagem na obra Sonho de uma Noite de Verão, de Shakespeare. Está a uma distância média de 583 500 quilômetros de Urano, sendo o mais externo dos grandes satélites do planeta, e possui uma órbita regular pouco excêntrica e inclinada.
Oberon é constituído aproximadamente de quantidades iguais de rocha e gelo, e provavelmente é diferenciado em um núcleo rochoso e um manto de gelo. Uma camada de água líquida pode existir na divisa entre o manto e o núcleo. Sua superfície, que é escura e de coloração levemente avermelhada, é coberta por numerosas crateras de impacto, sendo a superfície com mais crateras entre os grandes satélites de Urano. Além das crateras, Oberon possui um sistema de cânions (chamados de chasmata), de natureza tectônica, provavelmente formado por expansão da crosta durante o começo da evolução do Sistema Solar.
Como todas as outras grandes luas de Urano, Oberon provavelmente se formou a partir do disco de acreção em volta do planeta logo após sua formação. O sistema uraniano só foi estudado de perto uma vez, pela sonda espacial Voyager 2 em janeiro de 1986. Ela tirou várias fotos de Oberon, que permitiram o mapeamento de cerca de 40% de sua superfície.

## Descoberta e nomeação
Oberon foi descoberto por William Herschel em 11 de janeiro de 1787, no mesmo dia em que ele descobriu Titânia, a maior lua de Urano. Ele mais tarde relatou a descoberta de outros quatro satélites, porém eles foram posteriormente revelados como descobertas falsas. Por cerca de cinquenta anos após suas descobertas, Titânia e Oberon não foram observados por qualquer outro astrônomo. Atualmente essas luas podem ser vistas da Terra com um telescópio amador de alta qualidade.
Todas as luas de Urano recebem nomes de personagens das obras de William Shakespeare ou Alexander Pope. Este satélite recebeu o nome de Oberon, o rei das fadas em Sonho de uma Noite de Verão. Os nomes dos quatro satélites de Urano conhecidos na época foram sugeridos em 1852 pelo filho de Herschel, John Herschel, a pedido de William Lassell, que descobriu as outras duas luas, Ariel e Umbriel, no ano anterior.
Oberon foi inicialmente conhecido simplesmente como o "segundo satélite de Urano", e em 1848 recebeu a designação Urano II por William Lassell, embora ele tenha usado algumas vezes a numeração de William Herschel, em que Titânia e Oberon são II e IV. Em 1851, Lassell numerou os quatro satélites conhecidos em ordem de distância a Urano usando numerais romanos, e desde então Oberon possui a designação de Urano IV.

## Órbita
Oberon orbita Urano a uma distância de aproximadamente 583 500 quilômetros, sendo o satélite mais afastado do planeta entre os cinco principais. Sua órbita tem uma pequena excentricidade, sendo praticamente circular, e é pouco inclinada em relação ao equador de Urano. Seu período orbital é de cerca de 13,5 dias, igual ao período de rotação; isso significa que Oberon apresenta rotação sincronizada, estando preso por forças de maré, com uma mesma face sempre virada para o planeta. Oberon passa a maior parte de sua órbita fora da magnetosfera de Urano. Como resultado, sua superfície é atingida diretamente pelo vento solar, ao contrário dos outros grandes satélites de Urano, que estão completamente dentro da magnetosfera e são atingidos pelo plasma magnetosférico. Esse bombardeamento por partículas da magnetosfera  pode levar a um escurecimento do hemisfério posterior (do lado oposto ao sentido do movimento orbital), um fenômeno observado em todas as grandes luas de Urano com exceção de Oberon.
Como Urano tem uma alta inclinação axial e orbita o Sol de lado, e seus satélites orbitam no plano equatorial do planeta, eles estão sujeitos a um ciclo sazonal extremo. Os polos norte e sul alternam entre 42 anos de escuridão total e 42 anos de luz solar contínua, com o Sol perto do zênite em um dos polos durante o solstício. O sobrevoo da Voyager 2 em 1986 coincidiu com o solstício de verão no hemisfério sul, quando quase todo o hemisfério norte de Urano e seus satélites estava escuro. Uma vez a cada 42 anos, quando Urano passa pelo equinócio e seu plano equatorial cruza a Terra, ocultações entre suas luas são possíveis. Um desses eventos, que durou cerca de seis minutos, foi observado em 4 de maio de 2007, quando Oberon ocultou Umbriel.

## Composição e estrutura interna

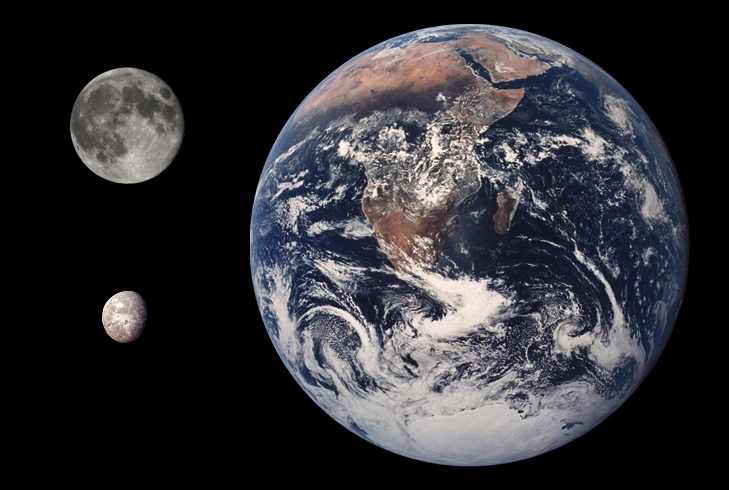
Comparação de tamanho entre a Terra, a Lua e Oberon

Oberon é o segundo maior e o segundo mais massivo satélite de Urano, depois de Titânia, e o nono satélite mais massivo no Sistema Solar. Possui uma densidade de 1,63 g/cm3, que é maior que a densidade típica dos satélites de Saturno e indica que sua composição é de aproximadamente proporções iguais de gelo de água e um componente denso. Este pode ser constituído de rocha e material carbonáceo incluindo compostos orgânicos pesados. A existência de gelo de água é apoiada por observações de espectroscopia infravermelha, as quais revelaram gelo de água cristalizado na superfície da lua. As bandas de absorção de gelo de água são mais fortes no hemisfério posterior de Oberon do que no hemisfério condutor, o oposto do observado nos outros grandes satélites, que possuem sinais de absorção de gelo de água mais fortes no hemisfério condutor. A causa dessa assimetria não é conhecida, mas pode estar relacionada à modificação da superfície por impactos, que são mais fortes no hemisfério condutor. Impactos de meteoritos tendem a arrancar o gelo da superfície, deixando um material escuro no lugar. Esse material escuro pode ter se formado como resultado de processamento de clatrato de metano ou escurecimento por radiação de outros compostos orgânicos.
O interior de Oberon pode ser diferenciado em um núcleo rochoso cercado por um manto de gelo. Nesse caso, o raio do núcleo (480 quilômetros) é equivalente a cerca de 63% do raio de Oberon, e sua massa a 54% da massa do satélite (esses parâmetros dependem da composição do satélite). A pressão no centro de Oberon é de cerca de 0,5 GPa (5 kbar). O estado atual do manto de gelo não é conhecido; se o gelo contiver bastante amônia ou outro anticongelante, Oberon pode possuir uma camada de água líquida entre o núcleo e o manto. A espessura desse oceano hipotético é de até 40 quilômetros e sua temperatura é em torno de 180 K.

## Superfície

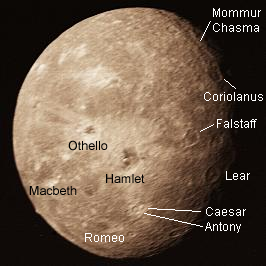
Todas as formações nomeadas em Oberon

Oberon possui uma superfície bastante escura, com um albedo de Bond de 0,14, sendo a segunda mais escura das cinco grande luas de Urano, depois de Umbriel. O satélite apresenta um forte efeito da oposição: a refletividade diminui de um valor de 31% a um ângulo de fase de 0° (albedo geométrico) para 22% a um ângulo de fase próximo de 1°. Sua superfície tem de forma geral uma coloração avermelhada, com exceção de depósitos de impactos jovens, que são neutros ou levemente azulados. Oberon é, de fato, a mais vermelha das grandes luas de Urano. Seus hemisférios são assimétricos, com o hemisfério condutor (o hemisfério do lado do movimento orbital) sendo bem mais vermelho que o posterior. O avermelhamento pode ser resultado de erosão espacial causada pelo bombardeamento de partículas carregadas e micrometeoritos ao longo da evolução do Sistema Solar. A assimetria na coloração é mais provavelmente causada por acreção de um material avermelhado vindo da parte exterior do sistema uraniano, possivelmente de satélites irregulares, o que iria ocorrer predominantemente no hemisfério condutor.
Existem duas classes de formações geológicas reconhecidas em Oberon: crateras e chasmata (depressões profundas, alongadas e íngremes, parecidas com riftes). A superfície de Oberon é a que mais tem crateras entre as grandes luas de Urano, com uma densidade de crateras aproximando saturação—toda nova cratera tende a apagar uma antiga. O alto número de crateras indica que ela é a superfície mais antiga das grandes luas de Urano. A maior cratera conhecida, Hamlet, tem um diâmetro de 206 quilômetros. Muitas das maiores crateras são cercadas por material ejetado brilhante (raios) consistindo de gelo relativamente fresco, e as crateras Hamlet, Othello e Macbeth têm em seus fundos um material muito escuro depositado após suas formações. As imagens da Voyager 2 mostram um pico com altura de cerca de 11 quilômetros na borda sudeste do disco de Oberon, que pode ser o pico central de uma grande cratera de impacto com cerca de 375 quilômetros de diâmetro.
A superfície de Oberon é cortada por um sistema de cânions, embora sejam menores que os encontrados em Titânia. Os cânions provavelmente são grabens, formados por falhas normais, e parecem ter idades variáveis: os mais jovens cortam os depósitos brilhantes de algumas crateras, indicando que se formaram depois. O mais proeminente cânion em Oberon é o Mommur Chasma.
A geologia de Oberon foi influenciada por duas forças rivais: formação de crateras de impacto e processos endógenos. A formação de crateras atuou durante toda a história da lua e é a maior responsável por sua aparência atual. Processos endógenos, que são basicamente de natureza tectônica, operaram apenas por um curto período de tempo após a formação da lua e levaram à formação dos cânions. Os cânions são na verdade rachaduras gigantes na crosta de gelo, que apagaram o terreno mais antigo, caracterizando um processo de troca de superfície. As rachaduras da crosta correspondem a uma expansão da área de Oberon por cerca de 0,5%, que ocorreu em duas fases, gerando cânions antigos e jovens.
A natureza das manchas escuras, que estão presentes principalmente no interior de crateras no hemisfério condutor, não é conhecida. Uma hipótese sugere que elas têm origem criovulcânica, sendo análogas aos mares lunares. Outra possibilidade é que elas consistem de material escuro escavado de baixo da superfície por impactos. Em qualquer caso, Oberon parece possuir um interior diferenciado, com uma crosta de gelo cobrindo uma camada de material escuro mais profunda.
| Formação      | Origem do nome           | Tipo    | Comprimento ou diâmetro, km | Coordenadas    |
| ------------- | ------------------------ | ------- | --------------------------- | -------------- |
| Mommur Chasma | Mommur, folclore francês | Chasma  | 537                         | 16.3°S 323.5°E |
| Antony        | Antony and Cleopatra     | Cratera | 47                          | 27.5°S 65.4°E  |
| Caesar        | Júlio César              | Cratera | 76                          | 26.6°S 61.1°E  |
| Coriolanus    | Coriolano                | Cratera | 120                         | 11.4°S 345.2°E |
| Falstaff      | Falstaff                 | Cratera | 124                         | 22.1°S 19.0°E  |
| Hamlet        | Hamlet                   | Cratera | 206                         | 46.1°S 44.4°E  |
| Lear          | Rei Lear                 | Cratera | 126                         | 5.4°S 31.5°E   |
| MacBeth       | Macbeth                  | Cratera | 203                         | 58.4°S 112.5°E |
| Othello       | Otelo                    | Cratera | 114                         | 66.0°S 42.9°E  |
| Romeo         | Romeu e Julieta          | Cratera | 159                         | 28.7°S 89.4°E  |

## Origem e evolução
Assim como os outros grandes satélites, acredita-se que Oberon se formou de um disco de acreção ou subnebulosa: um disco de gás e poeira que existia em volta de Urano por algum tempo depois de sua formação ou que foi criado pelo grande impacto que provavelmente deu ao planeta sua grande inclinação axial. A composição precisa do disco não é conhecida; no entanto, a densidade relativamente alta dos satélites de Urano em relação aos satélites de Saturno indica que ele pode ter sido relativamente pobre em água. Grandes quantidades de nitrogênio e carbono poderiam estar presentes na forma de monóxido de carbono (CO) e nitrogênio molecular (N2) ao invés de amônia e metano. As luas que se formaram nesse disco iriam conter menos gelo de água (com CO e N2 presos como clatrato) e mais rocha, explicando a alta densidade.
A acreção de Oberon provavelmente durou alguns milhares de anos. Impactos que acompanharam a acreção causaram aquecimento das camadas mais externas da lua, com uma temperatura máxima de cerca de 230 K (-43 °C) sendo alcançada a uma profundidade de cerca de 60 quilômetros. Após o término do processo de formação, essas camadas próximas da superfície esfriaram, enquanto o interior de Oberon começou a ser aquecido pelo decaimento radioativo dos elementos presentes nas rochas. Com isso, a camada próxima da superfície contraiu, enquanto o interior expandiu, causando forte tensão na crosta que gerou rachaduras. O sistema de cânions observado na superfície de Oberon pode ser resultado desse processo, que durou cerca de 200 milhões de anos, implicando que qualquer atividade endógena na lua acabou bilhões de anos atrás.
O calor inicial da acreção e o decaimento de elementos radioativos provavelmente foram suficientes para derreter o gelo se algum anticongelante como amônia (na forma de hidrato de amônia) ou sal estava presente. O aquecimento pode ter feito a rocha se separar do gelo, formando um núcleo rochoso cercado por um manto de gelo. Uma camada de água líquida (oceano) rica em amônia pode ter se formado entre o núcleo e o manto. A temperatura eutética dessa é mistura é de 176 K. Se a temperatura diminuiu abaixo desse valor o oceano já estaria congelado no presente. O congelamento da água poderia causar a expansão do interior, o que pode ter contribuído para a formação dos cânions.

## Exploração

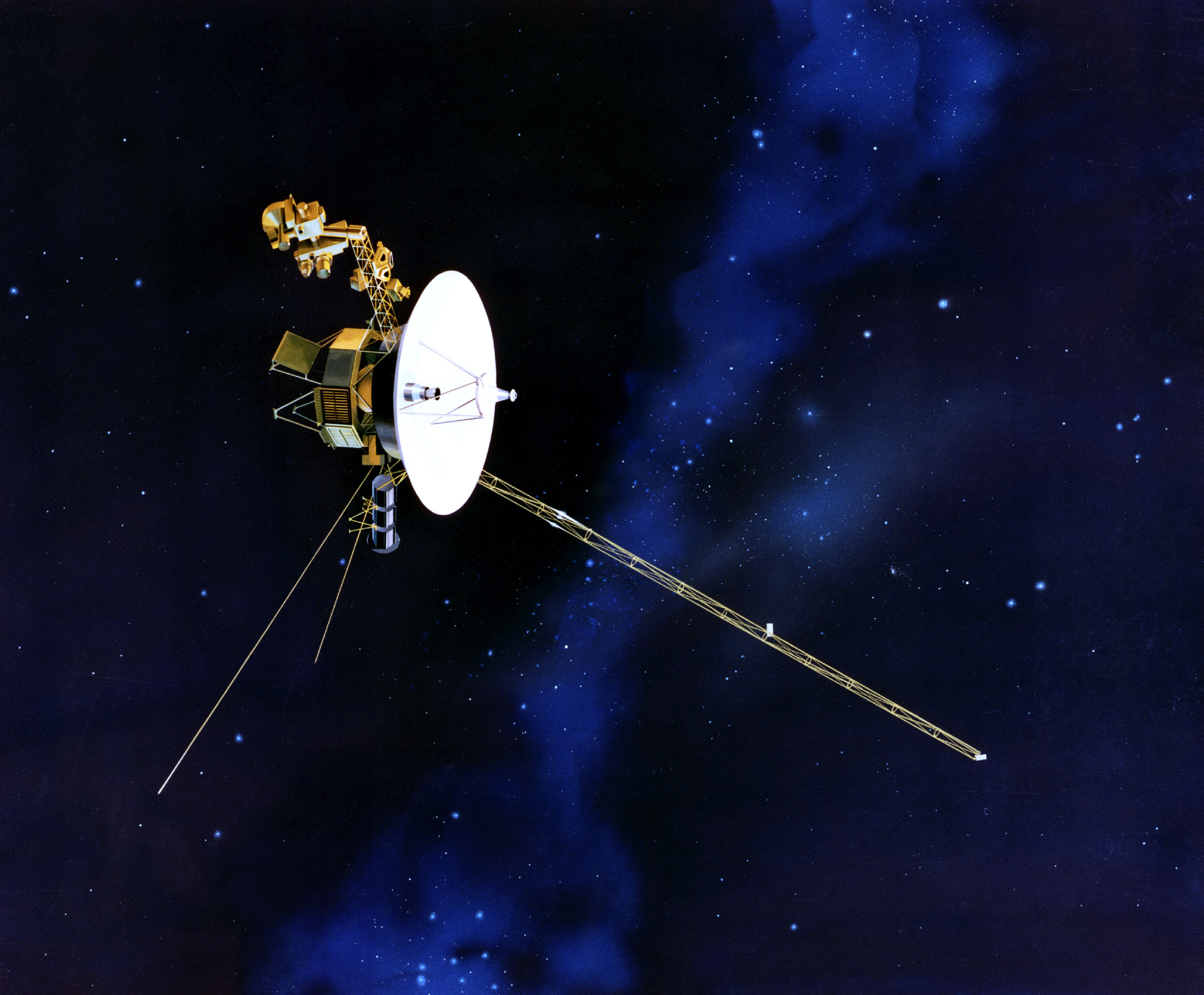
Impressão artística da sonda Voyager 2

A única sonda espacial que explorou Oberon de perto foi a Voyager 2, que fotografou a lua durante seu sobrevoo por Urano em janeiro de 1986. Como a maior aproximação entre a Voyager 2 e Oberon foi de 470 600 quilômetros, as melhores imagens desta lua têm uma resolução espacial de cerca de 6 quilômetros. As imagens cobrem cerca de 40% da superfície, mas apenas 25% da superfície foi fotografada com a qualidade necessária para mapeamento geológico. Na época do sobrevoo, o hemisfério sul de Oberon (assim como o das outras luas) estava apontado para o Sol, então o hemisfério norte (que estava escuro) ficou completamente inexplorado.